# افتح يا سمسم

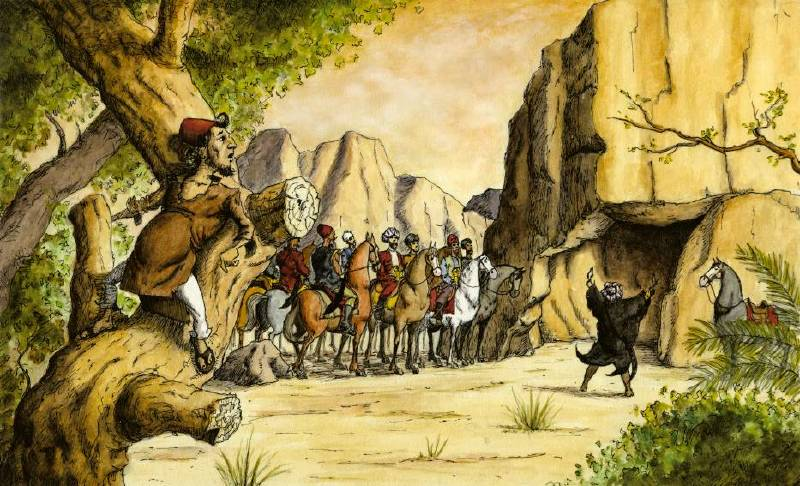

افتح يا سمسم هي كلمة السر في القصة علي بابا والأربعين لصًا وفي ألف ليلة وليلة. يستخدمها علي بابا لفتح بوابة المغارة التي خبأ اللصوص الأربعون الكنوز فيها.